# سهيل سالم (لاعب)
سهيل سالم سهيل السواد، لاعب كرة قدم إماراتي سابق.
و قد كان يلعب في نادي العين.

## كأس الخليج

### كأس الخليج 1972
و هو أول لاعب إماراتي يسجل هدف في تاريخ كأس الخليج وقد كان أمام منتخب قطر لكرة القدم. سجل أول اهدافه على نادي الشعب في الدقيقة الرابعة واخر هدف له كان أيضا على الشعب يعتبر سهيل سالم أول لاعب اهلاوي  يسجل في مياريات خارجية عندما سجل هدف امام نادي شختار دونتسيك وبهذا الهدف يفوز به الاهلي في مباراة أفضل لاعبيه هو رونالدو

### كأس الخليج 1974
و قد سجل هدف في مرمى منتخب البحرين لكرة القدم.